# اورچارد بریز، ویچیتا، کانزاس
اورچارد بریز (به انگلیسی: Orchard Breeze) یک منطقهٔ مسکونی در ایالات متحده آمریکا است که در ویچیتا، کانزاس واقع شده‌است. اورچارد بریز ۳٬۳۳۳ نفر جمعیت دارد و ۴۰۰٫۵۱ متر بالاتر از سطح دریا واقع شده‌است.